# Johannes Meyer
Johannes Meyer, född 28 maj 1884 i Skodsborg, död 4 november 1972 på Sankt Josephs Hospital i Köpenhamn, var en dansk skådespelare och regissör.

## Biografi
Meyer växte upp i en syskonskara med 15 barn. Han studerade drama för Peter Jerndorff och scendebuterade på Dagmarteatret 1905. Han var engagerad vid ett flertal teatrar bland annat Det ny Teater, Dagmarteatret, Nørrebros Teater och Betty Nansen Teatret och Det Kongelige Teater. 
Johannes Meyer filmdebuterade i stumfilmen Et revolutionsbryllup 1909 och kom att medverka i drygt 100 filmer. 

## Filmografi i urval

### Roller
- 1921 – Blade af Satans bog
- 1925 – Mannen och hans överman
- 1932 – Deception
- 1934 – Flugten fra Millionerne
- 1934 – Nøddebo Præstegård
- 1942 – Urspårad (Afsporet)
- 1944 – Åtta ackord
- 1947 – Soldaten och Jenny
- 1950 – Café Paradis
- 1951 – Flyg med i det blå
- 1967 – Den röda kappan

### Regi
- 1924 – En kaereste for meget
- 1938 – Diskretion - Ehrensache
- 1949 – Diese Nacht vergess' ich nie

## Utmärkelser
- Bodilpriset för bästa manliga biroll, för Med livet som insats,  1949[1]
- Teaterpokalen,  1950[2]
- Dannebrogsmännens hederstecken,  1950[3]
- Ingenio et arti,  1955[3]
- Storkors av Dannebrogorden,  1964[3]

[Redigera Wikidata]